# Rudolph Langer
Rudolf Ernest Langer (8 de março de 1894 – 11 de março de 1968) foi um matemático estadunidense, conhecido pela correção de Langer e como presidente da Mathematical Association of America.

## Formação e carreira
Langer, irmão mais velho de William Leonard Langer, obteve um PhD em 1922 na Universidade Harvard, orientado por George David Birkhoff. Lecionou matemática no Dartmouth College de 1922 a 1925. De 1927 a 1964 foi professor de matemática da Universidade de Wisconsin-Madison e, de 1942 a 1952, foi chefe do Departamento de Matemática. De 1956 a 1963 foi diretor do Army Mathematics Research Center; foi sucedido como diretor por John Barkley Rosser. Dentre seus alunos de doutorado constam Homer E. Newell Jr. e Henry Scheffé.

## Obras
- «Developments associated with a boundary problem not linear in the parameter». Trans. Amer. Math. Soc. 25 (2): 155–172. 1923. MR 1501235. doi:10.1090/s0002-9947-1923-1501235-3
- «On the momental constants of a summable function». Trans. Amer. Math. Soc. 28 (1): 168–182. 1926. MR 1501338. doi:10.1090/s0002-9947-1926-1501338-6
- «On the theory of integral equations with discontinuous kernels». Trans. Amer. Math. Soc. 28 (4): 585–639. 1926. MR 1501367. doi:10.1090/s0002-9947-1926-1501367-2
- «The boundary problem associated with a differential equation in which the coefficient of the parameter changes sign». Trans. Amer. Math. Soc. 31 (1): 1–24. 1929. MR 1501464. doi:10.1090/s0002-9947-1929-1501464-4e
- «On the zeros of exponential sums and integrals». Bull. Amer. Math. Soc. 37 (4): 213–239. 1931. MR 1562129. doi:10.1090/s0002-9904-1931-05133-8
- «On the asymptotic solutions of ordinary differential equations, with an application to the Bessel functions of large order». Trans. Amer. Math. Soc. 33 (1): 23–64. 1931. MR 1501574. doi:10.1090/s0002-9947-1931-1501574-0
- «On the asymptotic solutions of differential equations, with an application to the Bessel functions of large complex order». Trans. Amer. Math. Soc. 34 (3): 447–480. 1932. MR 1501648. doi:10.1090/s0002-9947-1932-1501648-5
- «On an inverse problem in differential equations». Bull. Am. Math. Soc. 39 (10): 814–820. 1933. MR 1562734. doi:10.1090/s0002-9904-1933-05752-x
- «The asymptotic solutions of ordinary differential equations of the second order, with special reference to the Stokes phenomenon». Bull. Amer. Math. Soc. 40 (8): 545–582. 1934. MR 1562910. doi:10.1090/s0002-9904-1934-05913-5
- «The solutions of the Mathieu equation with a complex variable and at least one parameter large». Trans. Amer. Math. Soc. 36 (3): 637–710. 1934. MR 1501760. doi:10.1090/s0002-9947-1934-1501760-2
- «On the asymptotic solutions of ordinary differential equations, with reference to the Stokes' phenomenon about a singular point». Trans. Amer. Math. Soc. 37 (3): 397–416. 1935. MR 1501793. doi:10.1090/s0002-9947-1935-1501793-7
- «On determination of earth conductivity from observed surface potentials». Bull. Am. Math. Soc. 42 (10): 747–754. 1936. MR 1563417. doi:10.1090/s0002-9904-1936-06420-7
- «On the connection formulas and the solutions of the wave equations». Phys. Rev. 51 (8): 669–676. 1937. Bibcode:1937PhRv...51..669L. doi:10.1103/physrev.51.669
- «The asymptotic solutions of ordinary linear differential equations of the second order, with special reference to a turning point». Trans. Amer. Math. Soc. 67: 461–490. 1949. MR 0033420. doi:10.1090/s0002-9947-1949-0033420-2
- «Differential Equations, Ordinary». Encyclopædia Britannica. 7 1967 and 1968 ed. pp. 407–412